# بروس دونالد
بروس دونالد (انگلیسی: Bruce Donald؛ زادهٔ ۱ ژانویهٔ ۱۹۵۸) دانشمند رایانه و استاد دانشگاه دوک اهل ایالات متحده آمریکا است. وی برندهٔ جوایزی همچون کمک‌هزینه گوگنهایم شده است.